# Chlorospingus parvirostris
Chlorospingus parvirostris là một loài chim trong họ Emberizidae.